# (95962) Copito
(95962) Copito es un asteroide perteneciente al cinturón de asteroides descubierto el 19 de noviembre de 2003 por José Manteca desde el observatorio de Begas en España.

## Designación y nombre
Designado provisionalmente como 2003 WZ87. Fue nombrado Copito en homenaje a Copito de Nieve, el único gorilla albino del mundo del que se tenga noticia.

## Características orbitales
Copito está situado a una distancia media del Sol de 3,2147 ua, pudiendo alejarse hasta 3,3221 ua y acercarse hasta 3,1073 ua. Su excentricidad es 0,0334 y la inclinación orbital 21,2459 grados. Emplea 2105,32 días en completar una órbita alrededor del Sol.

## Características físicas
La magnitud absoluta de Copito es 14,6. Tiene 6,674 km de diámetro, y su albedo se estima en 0,069.